# Ladislav Bodický
Plukovník Ladislav Bodický (4. ledna 1895 Štrba – 21. září 1973 Košice) byl československý legionář, důstojník a účastník Slovenského národního povstání perzekvovaný komunistickým režimem.

## Život

### Před první světovou válkou
Ladislav Bodický se narodil 4. ledna 1895 ve slovenské Štrbě v rodině evangelického faráře a spisovatele Cyrila Bodického a Emy rozené Lojkové. Mezi lety 1905 a 1906 studoval na maďarském gymnáziu v Bratislavě, mezi lety 1911 a 1913 na obchodní škole ve Vyškově. Následně pracoval jako úředník v soukromé sféře.

### První světová a ruská občanská válka
Po vypuknutí první světové války byl v Ladislav Bodický v září 1914 povolán k pěšímu pluku do Vídně a s ním v březnu 1915 odvelen na ruskou frontu. Již následující měsíc padl u Lupkova do zajetí. Do československých legií vstoupil 27. srpna 1918 v Borispolu. Absolvoval Sibiřskou anabázi a v roce 1920 se vrátil v hodnosti poručíka do Československa.

### Mezi světovými válkami
Ladislav Bodický zůstal po návratu z legií v armádní službě. Jako velitel roty sloužil v Parkani, od roku 1921 v Mostě a Kadani mj. jako instruktor nováčků maďarské národnosti. V roce 1925 krátce působil v Trnavě a následně až do rozbití Československa v roce 1939 na různých velitelských postech v Bratislavě a jejím okolí. Postupně se dále vzdělával, kariérně a hodnostně stoupal.

### Druhá světová válka
Po vzniku Slovenského štátu v březnu 1939 přešel Ladislav Bodický do slovenské armády. Během Malé vojny proti Maďarsku velel obrannému úseku Michalovce, během napadení Polska v září 1939 velel pěšímu pluku. Následně zastával vojenské funkce spíše úředního charakteru nebo u pracovních jednotek. K 1. lednu 1942 byl povýšen na plukovníka. Mezi říjnem 1943 a červnem 1944 velel 2. technické divizi odeslané na území Itálie, následně sloužil v Liptovském Mikuláši. Na přípravě Slovenského národního povstání se sice nepodílel, ale přidal se k němu a byl jmenován velitelem Obranné oblasti 2 na severu Slovenska. Ve své funkci nebyl úspěšný, nedokázal svěřené území ubránit před německými jednotkami, které obsadily Poprad, Liptovský Mikuláš a Ružomberok. Ladislav Bodický byl 6. září 1944 odvolán, nahrazen Jánem Černekem, o dva dny později umístěn do vyšetřovací vazby a zbaven hodnosti. Po propuštění se opět přihlásil do služby a hodnost mu byla navrácena. Po porážce povstání se zúčastnil partyzánských bojů ve skupině mjr. Jána Čipky. Mezitím byl k 30. lednu 1945 odsouzen bratislavským soudem k trestu smrti. Po přechodu fronty se v dubnu 1945 přihlásil do Československé armády a byl ustanoven velitelem vojenské střelnice a okolních objektů v Kamenici nad Cirochou.

### Po druhé světové válce
Po skončení druhé světové války velel Ladislav Bodický pěšímu pluku v Jelšavě, od roku 1947 byl ustanoven posádkovým velitelem v Košicích. K 1. srpnu 1949 byl z politických důvodů propuštěn z armády, v listopadu 1950 byl degradován na vojína, v květnu 1953 mu byl odebrán důchod se zdůvodněním jeho politické nespolehlivosti a zápornému vztahu k lidově-demokratickému zřízení a spojenectví se Sovětským svazem. V říjnu téhož roku byl vystěhován i s rodinou z Košic do Levoče. Po propuštění z armády pracoval jako úředník pro Červený kříž, mlékárny v Košicích a Východoslovenské mlýny. Zemřel 21. září 1973 v Košicích.

## Vyznamenání
- 1919 Československá revoluční medaile
- 1921 Československý válečný kříž 1914–1918
- 1923 Československá medaile Vítězství
- 1923 Řád sokola
- 1940 Medaile Za hrdinství
- 1941 Kříž světové války
- 1941 Kříž odboje
- 1945 Československá medaile za zásluhy